# Maurice Pigallet
Maurice Claude Thérèse Parfait Pigallet, né le 4 avril 1878 à Marnay et mort le 11 février 1956 à Nice, est un archiviste et historien français.

## Biographie

### Famille
Maurice Pigallet est né à Marnay en Haute-Saône. Son père, Auguste Pigallet, et son grand-père, Claude Pigallet, sont tous deux natifs d’Autoreille. Auguste, né le 20 octobre 1839, est notaire, conseiller général puis maire de la commune de Marnay. Il se marie avec Stéphanie Éloïse Guyot et le couple a comme unique enfant Maurice. Maurice Pigallet se marie avec Thérèse Aime. Ils ont un seul enfant : Jacques Pigallet, né en 1912.

### Formation
Après avoir obtenu une licence en droit, il entre à l’École nationale des chartes, où il obtient en 1903 le diplôme d’archiviste paléographe grâce à une thèse sur Concini, et poursuit une licence ès-lettres à l'université de Paris.
Durant ses études, Pigallet s'engage politiquement, d'abord dans la cause dreyfusarde. Il proteste contre les persécutions et les poursuites qui frappent le colonel Picquart. Il fait figurer sa signature dans la deuxième liste de soutien au colonel Picquart publiée par L’Aurore le 27 novembre 1898 et donne ensuite en 1903 des consultations juridiques gratuites dans le 13e arrondissement de Paris avec le Comité radical socialiste.
Maurice Pigallet fait ses classes en 1899 au 21e régiment d’infanterie. Il est envoyé en disponibilité le 22 septembre 1900 après avoir obtenu son certificat de bonne conduite. Il passe du 21e Régiment d’Infanterie de Langres à la 7e section de secrétaires d’état-major et de recrutement de Besançon lorsqu’il passe dans la réserve de l’armée active le 1er novembre 1902. Il passe dans l’armée territoriale le 1er octobre 1912 au 7e escadron du train de Dole.
Lorsque la Première Guerre mondiale éclate, il est rappelé au 54e régiment territorial d’infanterie de Besançon. Il est nommé brigadier le 10 février 1915. Il passe au 8e escadron du train de Dijon le 1er septembre 1917 puis au 20e escadron du train de Versailles le 14 octobre 1917. Il est promu Maréchal des logis (sergent) le 31 octobre puis sous-lieutenant à titre transitoire le 13 décembre 1917. Il est mis en congé de démobilisation le 12 février 1919 après avoir passé toute la guerre dans la campagne contre l’Allemagne. Il est nommé sous-lieutenant à titre définitif par décret du 13 mai 1921.

### Carrière
À la fin de ses études, Maurice Pigallet est nommé archiviste départemental du Doubs le 31 décembre 1903. Il exerce cette fonction jusqu’en 1934. Il rédige plusieurs inventaires, dont celui des archives de la série Q, imprimé en 1916, qui s’étend de 1789 aux années 1800, ainsi qu'un inventaire sommaire des Archives départementales pour la période révolutionnaire (série L) qu'il fait précéder d'une préface explicative.
Outre ces nombreux inventaires, il rédige plusieurs articles portant sur les révolutions françaises, par exemple sur « La captivité et la mort de Toussaint Louverture » ou encore « La Révolution de 1830 et la Franche-Comté ». Il consacre aussi un ouvrage à la carrière politique de Charles de Montalembert dans le Doubs et publie le Mémoire de l’Intendant de Franche-Comté d’Harouys en 1914 en tant qu’éditeur scientifique.
En parallèle de sa carrière d’archiviste, Maurice Pigallet est chargé de cours à la Faculté des lettres de l’Université de Besançon de 1905 à 1920 où il enseigne les « Sciences auxiliaires de l’histoire appliquée à l’étude des chartes et manuscrits franc-comtois » avec un cours public « Lecture et critique des chartes et manuscrits. Histoire franc-comtoise ». Il enseigne notamment aux côtés du bibliothécaire Georges Gazier.
Il est membre de plusieurs sociétés savantes : la Société d’histoire moderne, la Société d’émulation du Doubs, la Société d'Émulation de Montbéliard et la Société d’histoire de la Révolution de 1848. Il est également membre du Comité des travaux historiques et scientifiques. Il participe au 65e Congrès des sociétés savantes à Besançon du 29 mars au 2 avril 1932.

## Publications

### Ouvrages
- Les Élections de Montalembert dans le Doubs, son mariage, la révolution de 1848 dans le Doubs, les élections de 1848, 1849, 1852, l’opposition, la candidature officielle 1857, 1863, Paris, H. Champion, 1912.
- Ministère de l’Instruction publique et des beaux-arts. Comité des travaux historiques et scientifiques. Section d’histoire moderne (depuis 1715) et d’histoire contemporaine. Notices, inventaires et document, 1913.
- Mémoire de l’Intendant de Franche-Comté d’Harouys, Paris, H. Champion, 1914.
- Le Comté de Montbéliard et ses dépendances, Paris, H. Champion, 1915.

### Articles
- « Max Prinet. Journal du poète Jean Vuillemin », Bibliothèque de l’École des chartes, tome 66, 1905, pp. 445-446.
- « La captivité et la mort de Toussaint Louverture », La Révolution française, vol. 64, 1913, pp. 511-520.
- « Le lycée de Besançon », Le Petit Comtois, 17 mars 1921, p. 2.
- « Autour de Charles Nodier », Franche-Comté et Mont-Jura Haute-Alsace, 106, 15 mai 1928.
- « Les loups et les louvetiers », Franche-Comté et Mont-Jura Haute-Alsace, 130, 15 mars 1930.
- « La Révolution de 1830 et la Franche-Comté », Franche-Comté, Monts Jura et Haute-Alsace, juillet 1930, p. 129-131.
- « Le centenaire de Cuvier », La Revue des provinces, n° 21,1932, p. 36.

## Distinctions
- Officier de l'Instruction publique par les arrêtés ministériels des 20 janvier et 11 février 1909[12].
- Chevalier de la Légion d'honneur le 14 juillet 1934,  au titre du ministère de l’Éducation nationale[13].